# Trasmoz
Trasmoz község Spanyolországban,  Zaragoza tartományban. Trasmoz Lituénigo, Grisel, Vera de Moncayo, Litago, Añón de Moncayo és Tarazona községekkel határos. Lakosainak száma 83 fő (2024).

## Népesség
A település népessége az utóbbi években az alábbiak szerint változott:
| Lakosok száma | 59   | 65   | 91   | 82   | 76   | 75   | 86   | 86   | 89   | 83   |
|               | 2001 | 2004 | 2007 | 2009 | 2012 | 2014 | 2017 | 2019 | 2022 | 2024 |